# Cerveza Cordillera
Cerveza Cordillera es una cerveza fabricada por Bebidas Bolivianas BBO S.A., propiedad de la Compañía de Cervecerías Unidas y del Grupo Monasterio, en Santa Cruz de la Sierra, Bolivia. Producida en principio en el Perú por SABMiller, entró al mercado boliviano a mediados del año 2011.

## Historia
La cerveza Cordillera fue fabricada en el Perú por SABMiller, que operaba en Bolivia a través de su subsidiaria Serranías Nevadas, con su marca Cordillera. En su versión rubia. 
Tras estar menos de tres años y con una buena incursión en el mercado, la compañía decide sorpresivamente dejar la exportación a Bolivia. Un año después reaparece la marca de mano de BBO después de un intercambio tecnológico hecho con los expertos de SABMiller, la cerveza Cordillera es ofertada a los consumidores de las ciudades de La Paz, El Alto, Cochabamba y Santa Cruz de la Sierra. 
El 7 de mayo de 2014, la Compañía de Cervecerías Unidas, del Grupo Luksic, adquirió una importante participación en BBO.
Tras la disolución de SABMiller en octubre de 2016, BBO toma el control total de las operaciones y de la marca.

## Descripción
La cerveza es producida mayormente con cebada y es elaborada en Santa Cruz. Cordillera es formulada con 4,5% de alcohol.
Está se presenta en 650 ml y 330 ml en una botella de diseño especial.